# Beautiful (film, 2009)
Pour les articles homonymes, voir Beautiful.
Pour plus de détails, voir Fiche technique et Distribution.
Beautiful est un film australien, écrit et réalisé par Dean O'Flaherty, sorti en 2009.

## Synopsis
Dans une banlieue tranquille et cossue d'Adélaïde, un adolescent introverti passe son temps libre à photographier ses voisins, et notamment sa jolie voisine laquelle va sympathiser avec lui et le pousser à espionner la maison au bout de sa rue...

## Fiche technique
- Réalisation et scénario : Dean O'Flaherty
- Production : Kent Smith
- Photographie : Kent Smith
- Montage : Marty Pepper et Dale Roberts
- Décors : Robert Webb
- Durée : 97 minutes
- Pays :  Australie
- Langue : anglais - français - allemand
- Format : couleur
- Date de sortie : 
  -  Australie : 21 février 2009 (Festival du film d'Adelaide)

## Distribution
- Peta Wilson : Sherrie
- Aaron Jeffery : Alan
- Asher Keddie : Jennifer
- Sebastian Gregory : Danny
- Tahyna Tozzi : Suzy
- Socratis Otto : Max
- Alex Williamson : Bully
- Laura Trevor : Amanda Howatt